# Roverchiara
Roverchiara is een gemeente in de Italiaanse provincie Verona (regio Veneto) en telt 2685 inwoners (31-12-2004). De oppervlakte bedraagt 19,8 km², de bevolkingsdichtheid is 136 inwoners per km².
De volgende frazioni maken deel uit van de gemeente: Roverchiaretta.

## Demografie
Roverchiara telt ongeveer 946 huishoudens. Het aantal inwoners steeg in de periode 1991-2001 met 2,6% volgens cijfers uit de tienjaarlijkse volkstellingen van ISTAT.
| Jaar | Inwoneraantal |
| ---- | ------------- |
| 1991 | 2587          |
| 2001 | 2655          |

## Geografie
De gemeente ligt op ongeveer 20 m boven zeeniveau.
Roverchiara grenst aan de volgende gemeenten: Albaredo d'Adige, Angiari, Bonavigo, Isola Rizza, Ronco all'Adige, San Pietro di Morubio.